# François-Joseph Carbon
François-Joseph Carbon, dit Le Petit-François (Paris, 1756-Paris, 20 avril 1801), est un chef de chouans.

## Biographie
Célèbre autant pour ses cruautés que pour son courage d'après les biographies du XIXe siècle, il refuse de profiter de l'amnistie consulaire et passe en Angleterre.
En 1800, il conduit la charrette lors de l'attentat de la rue Saint-Nicaise. Véritable inventeur de la bombe, il est arrêté le 18 janvier 1801. Sous la torture, il donne le nom de ses complices, Joseph Picot de Limoëlan et Pierre Robinault de Saint-Régeant et est condamné à mort.
Il est exécuté avec Saint-Régeant en place de Grève. Son corps fut inhumé dans une fosse commune du cimetière des suppliciés, le cimetière de Sainte-Catherine.